# Eupithecia sproengertsi
Eupithecia sproengertsi är en fjärilsart som beskrevs av Karl Dietze 1910. Eupithecia sproengertsi ingår i släktet Eupithecia och familjen mätare. Inga underarter finns listade i Catalogue of Life.